# Olita (gmina)
Olita – dawna gmina wiejska istniejąca na przełomie XIX i XX wieku w guberni suwalskiej. Siedzibą władz gminy była Olita (lit. Alytus, do 1870 odrębna gmina miejska).
Za Królestwa Polskiego gmina Olita należała do powiatu kalwaryjskiego w guberni suwalskiej. 19 maja?/31 maja 1870 do gminy przyłączono pozbawioną praw miejskich Olitę. 
Po odzyskaniu niepodległości przez Polskę i Litwę powiat kalwaryjski na podstawie umowy suwalskiej wszedł 10 października 1920 w skład Litwy.